# Henrik Block
Henrik Gabriel Block, född 21 mars 1882 i Örby församling, död 24 juni 1928 i Vasa församling, Göteborg, var en svensk matematiker. Han var halvbror till biskop Carl Block.
Block blev docent i astronomi i Lund 1909, och professor i matematik vid Chalmers tekniska institut i Göteborg 1915. Han har utom vissa frågor inom den teoretiska astronomin företrädesvis behandlat teorin för med värmeledningsekvationen analoga partiella diferentialekvationer.
Henrik Block är begravd på Örby kyrkogård.